# Mondingsvlam

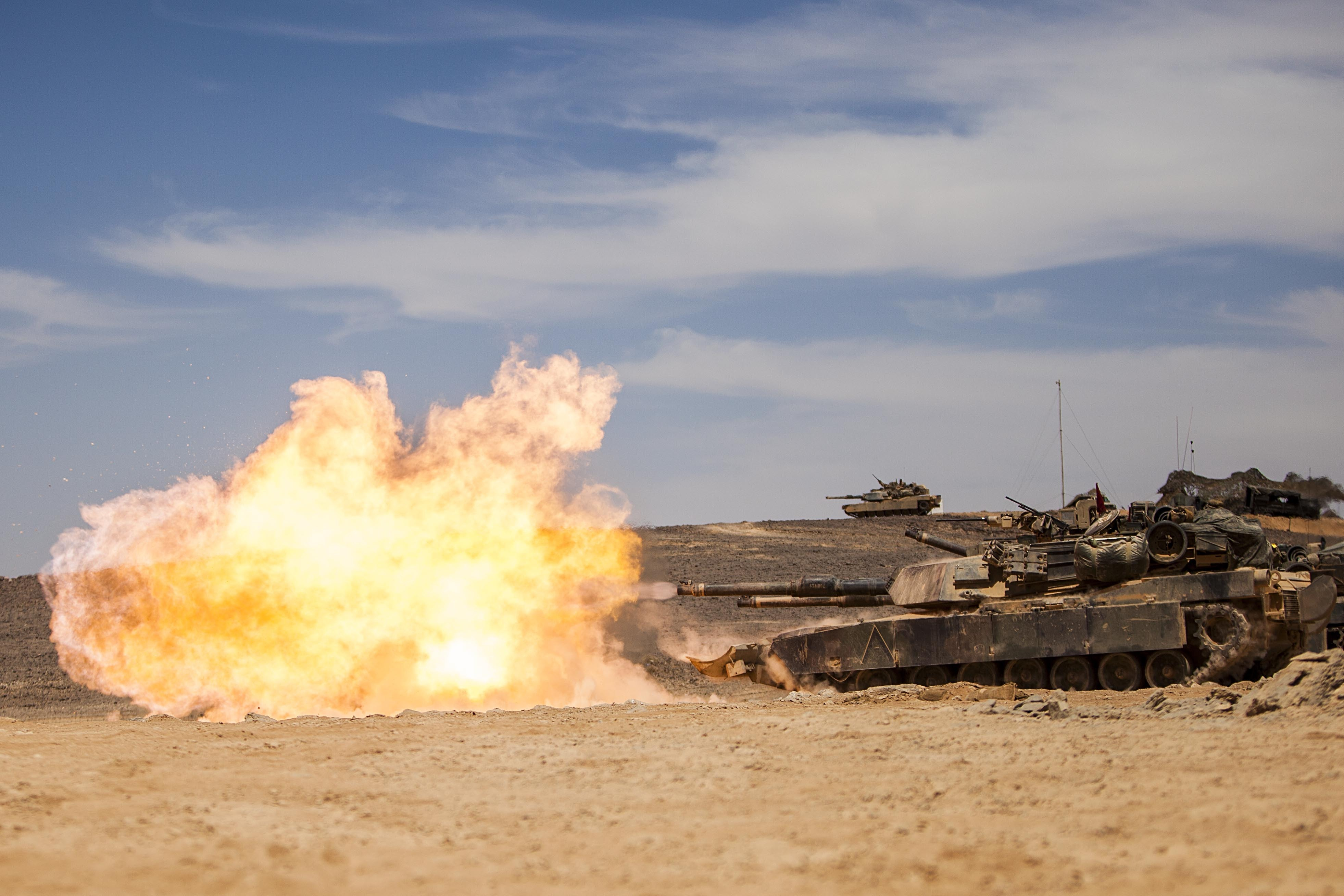
Een grote mondingsvlam bij het afvuren van een M1 Abrams tank

De mondingsvlam is het lichtverschijnsel dat optreedt wanneer een vuurwapen wordt afgevuurd. De uitgestoten gassen en brandend buskruit veroorzaken een vlam aan het uiteinde van de loop. De grootte en vorm is afhankelijk van de eigenschappen van het uiteinde van de schietbuis, het type munitie, en uiteraard het kaliber van het gebruikte wapen.
De mondingsvlam is vaak een probleem bij het gebruik van vuurwapens; vanwege haar helderheid kan de positie van de schutter worden verraden, vooral bij nacht. Bovendien kan een mondingsvlam de eigen troepen verblinden en hun nachtzichtapparatuur onbruikbaar maken.